# Lalla Khedidja
Lalla Khedidja (en kabyle : Lalla Xliǧa ou Tamgut) est le point culminant de l'Atlas tellien, en Afrique du Nord-Ouest, et plus précisément du massif du Djurdjura en Kabylie, en Algérie. Son altitude est de 2 308 mètres.

## Toponymie
La montagne porte le nom d’une guerrière légendaire, Lalla Khedidja qui a combattu aux côtés de Khayr ad-Din Barberousse contre les Espagnols au XVIe siècle.

## Géographie
Le Lalla Khedidja se dresse au sud-est du massif de l'Akouker. Il présente l'aspect d'une gigantesque pyramide dont les pentes s'inclinent à l'est et à l'ouest sur deux profonds ravins et au sud sur la vallée de l'oued Sahel. Au nord-est se profile une crête étroite d'une altitude de plus de 2 000 mètres se rattachant au Takerrat et à l'Azerou Madene.
Les flancs du tamgout sont richement boisés de cèdres.
À partir du col de Kouilal, perché à 1 585 mètres d'altitude, un sentier conduit au sommet. L'ascension est facile.

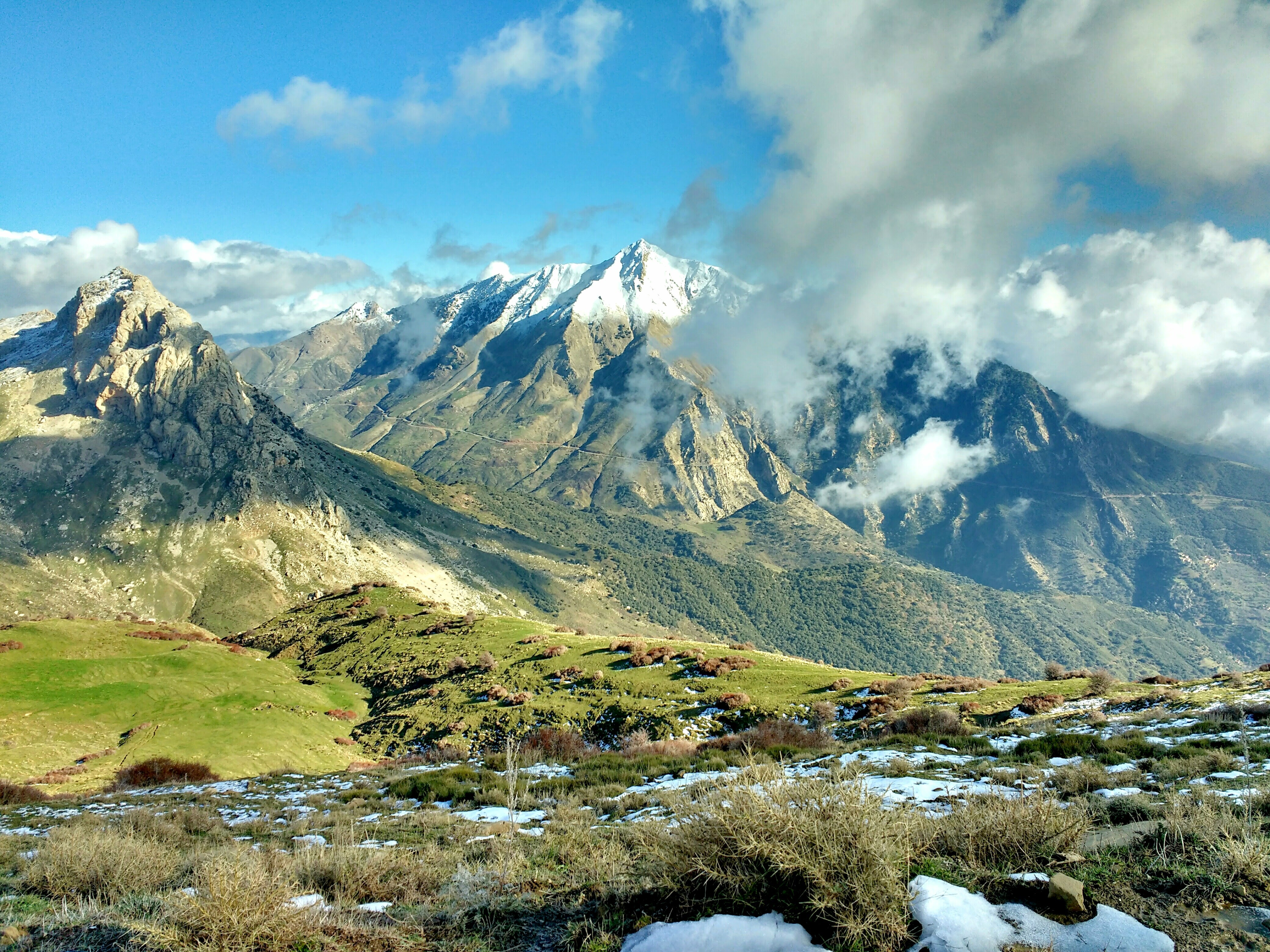
Au solstice d'hiver
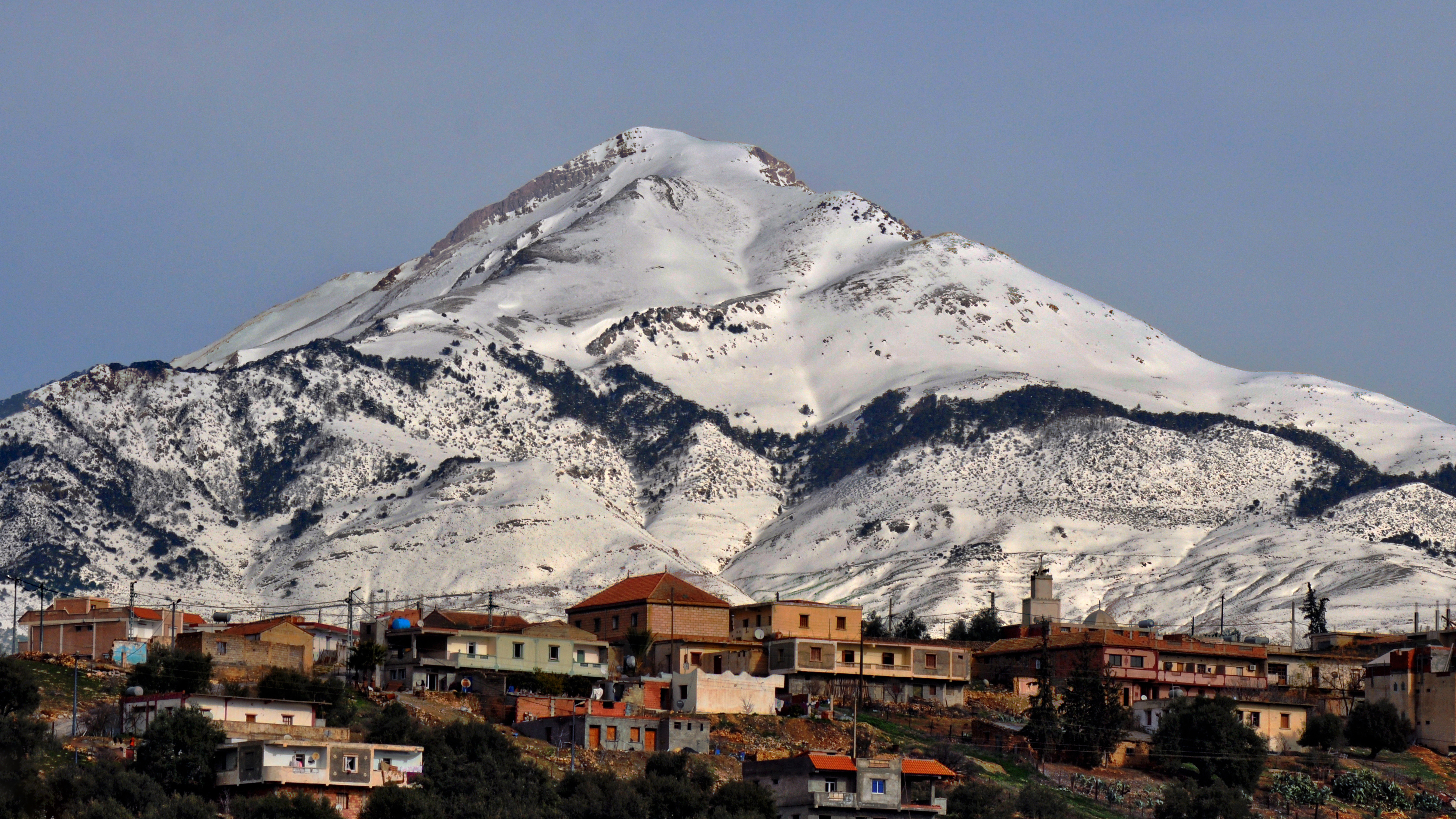
En janvier
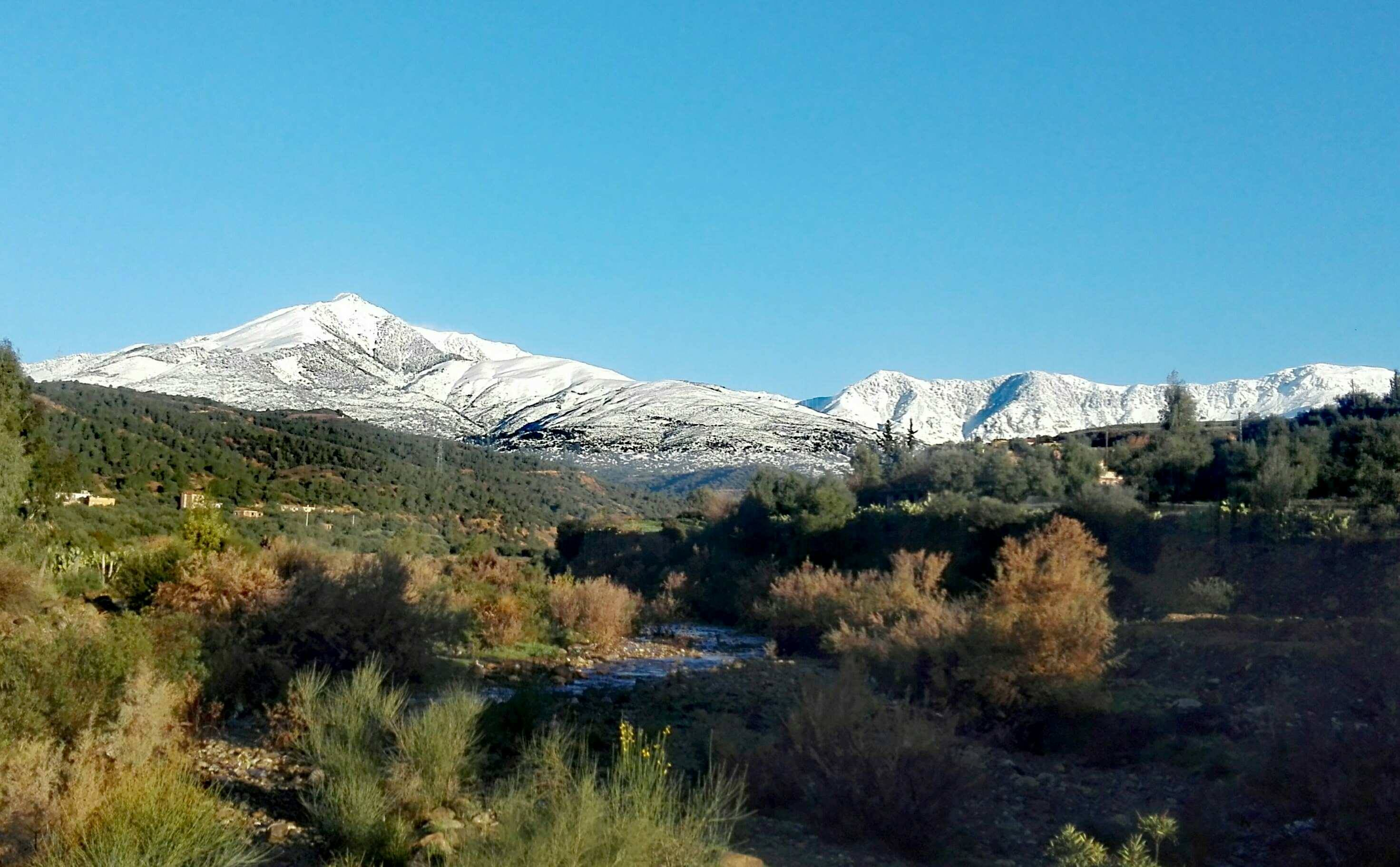
En février
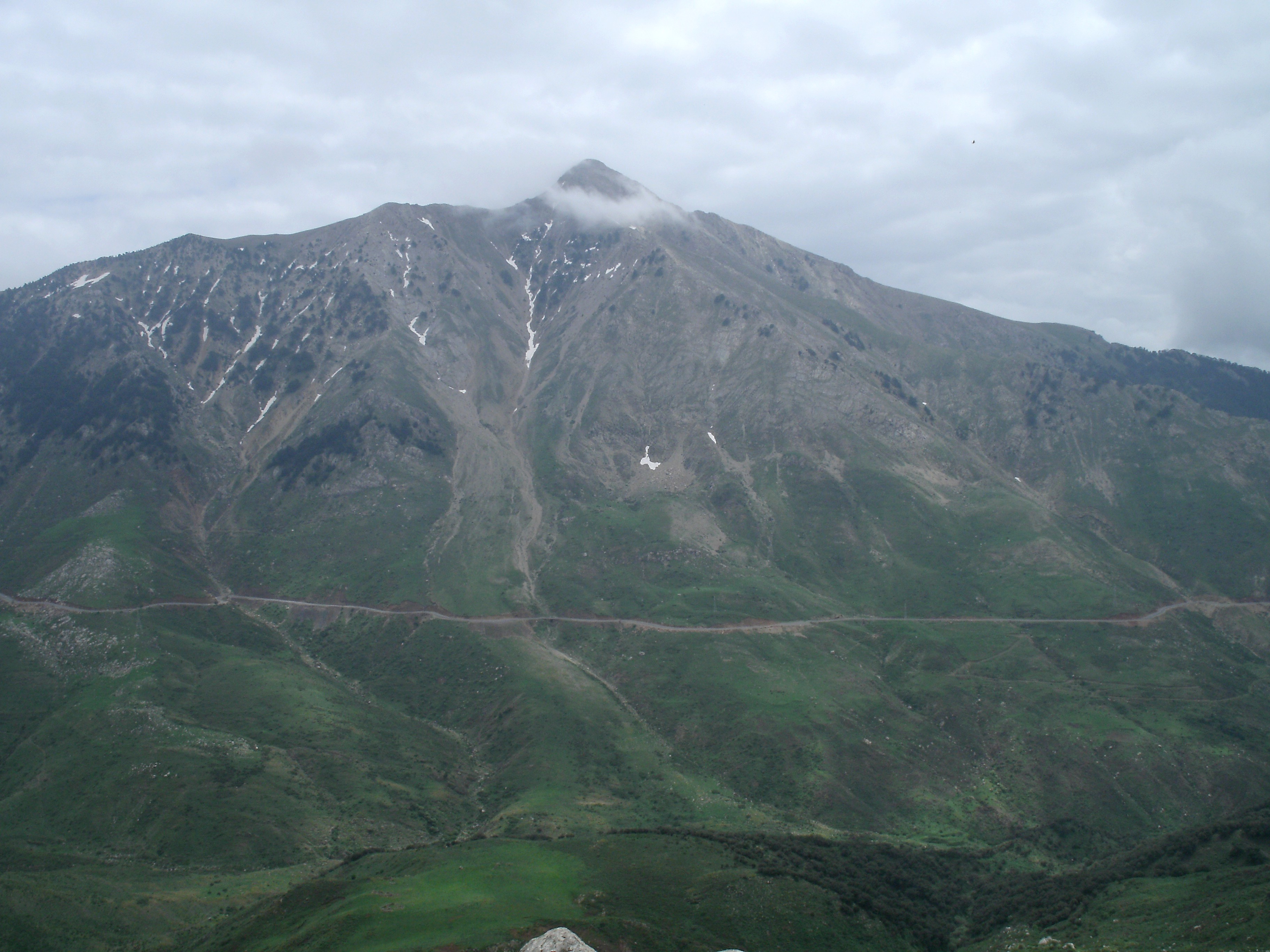
En avril
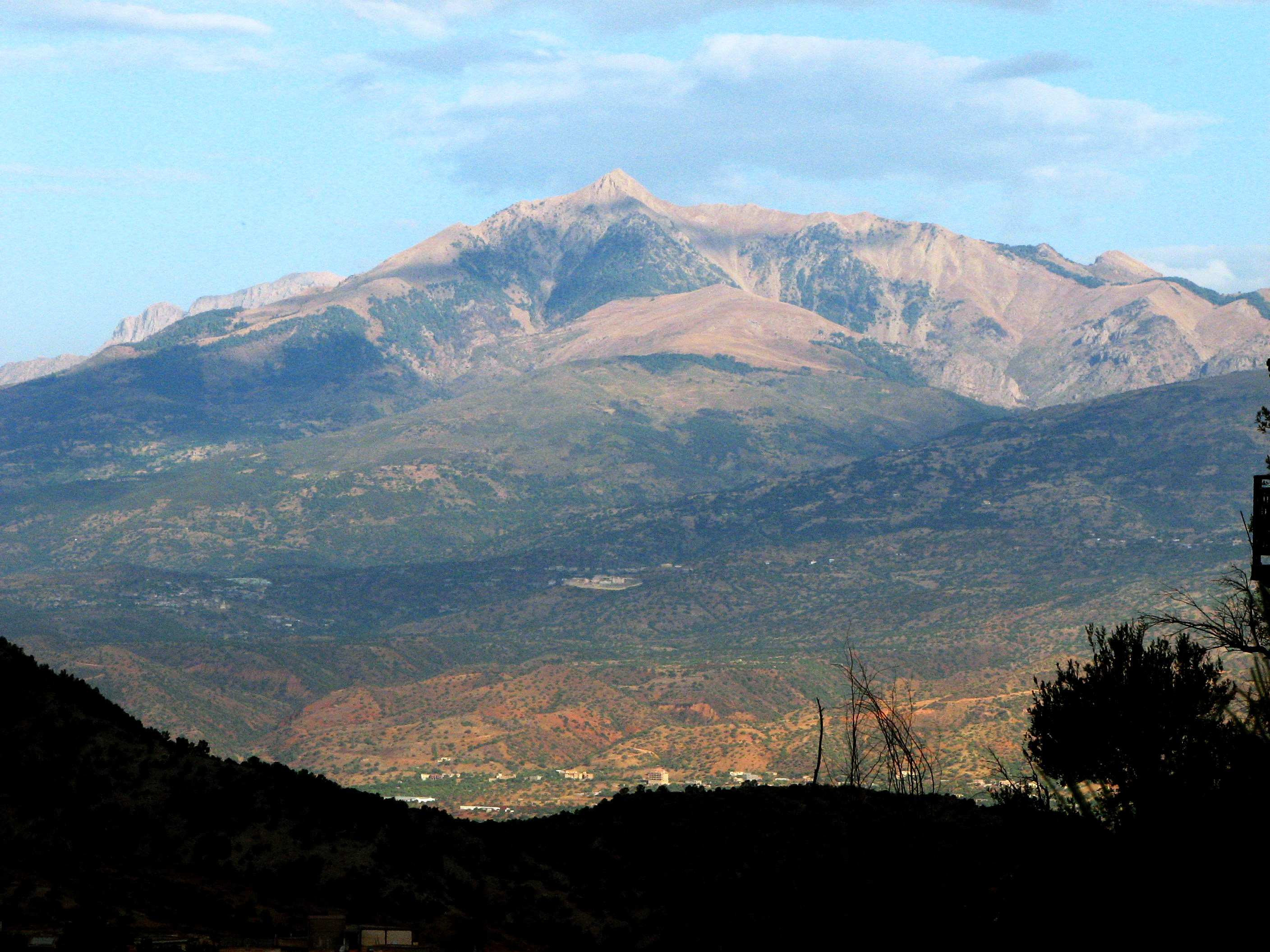
En octobre